# Йонджун
Чхве Йонджун (кор. 최연준, 崔研俊, Choi Yeonjun, нар. 13 вересня 1999, Сеул, Південна Корея), більш відомий за мононімом Йонджун (кор. 연준, англ. Yeonjun) — південнокорейський співак і автор пісень. Один з учасників південнокорейського гурту Tomorrow X Together, створеного у 2019 році компанією Big Hit Entertainment. Дебютував як соліст у вересні 2024 року з піснею «Ggum».

## Біографія
Чхве Йонджун народився 13 вересня 1999 року в Сеулі, Південна Корея. Він є єдиною дитиною в сім'ї. Після закінчення Корейської школи мистецтв (Korean Arts High School) вступив до Глобального інтернет-університету (Global Cyber University).

## Кар'єра

### Пре-дебют
До дебюту чотири роки тренувався під Big Hit Entertainment. Протягом цього періоду Йонджун став відомим як «легендарний трейні» компанії, оскільки незмінно займав перше місце під час щомісячних оцінок з танців, вокалу та репу. Також був стажером Cube Entertainment. Йонджун з'явився як резервний танцюрист на церемонії вручення нагород Melon Music Awards 2014 для кількох виступів.

### 2019— дотепер: дебют із TXT та сольна діяльність
10 січня 2019 року Big Hit оголосили про майбутній дебют свого нового бой-бенду Tomorrow X Together. Йонджун став першим учасником, який був розкритий через вступне відео, опубліковане на офіційному YouTube-каналі та в соціальних мережах лейблу. 4 березня 2019 року він дебютував у складі Tomorrow X Together з мініальбомом The Dream Chapter: Star.
Йонджун дебютував як актор 12 січня 2021 року, знявшися камео в телесеріалі JTBC Наживо (Live On) у ролі Кім Джин У. Наступного місяця він взяв участь у Нью-Йоркському тижні моди, виступаючи як модель для південнокорейського бренду UL: KIN. Співак також взяв участь у пісні «Blockbuster» з першого студійного альбому Enhypen Dimension: Dilemma, який вийшов 12 жовтня.
У лютому 2022 року Йонджун взяв участь у синглі «PS5» американської співачки Салем Іліз разом з Техьоном з ТХТ і норвезьким діджеєм Аланом Вокером. З 15 березня Йонджун був ведучим шоу SBS Inkigayo разом із акторами Но Чоний та Со Бомджуном. У липні співак став амбасадором бренду вуличного одягу Privé Alliance. Він також був запрошеним креативним дизайнером і випустив обмежену капсульну колекцію, що була доступною з наступного місяця по грудень. У листопаді 2023 року Йонджун був оголошений ведучим фестивалю SBS Gayo Daejeon разом із Кі та Ан Юджін; захід відбувся 25 грудня.
25 червня 2024 року було оголошено, що Йонджун буде ведучим SBS Gayo Daejeon Summer Edition разом із Юджін з гурту Ive та Дойоном з NCT. 16 серпня 2024 року студія MaumC оголосила, що Йонджун стане одним з виконавців саундтреку телесеріалу Попелюшка о 2 ночі. Співак написав пісню «Boyfriend», яка була випущена 1 вересня.
6 вересня Big Hit оголосили про майбутній дебют Йонджуна як сольного артиста. Через 2 дні на офіційний ютуб-канал Hybe Labels було завантажено відео під назвою «Yeonjun's Mixtape Intro Film», наприкінці якого була розкрита дата дебюту — 19 вересня. Пізніше стало відомо, що дебютною піснею стане «Ggum», «хіп-хоп трек із запальним електрозвуком». 4 жовтня Йонджун виграв свій перший трофей у музичному шоу з піснею «Ggum» на M Countdown Mnet. У листопаді 2024 року артист був названий одним із Чоловіків року за версією GQ Korea. У тому ж місяці було оголошено, що Йонджун втретє буде ведучим SBS Gayo Daejeon.

## Публічний образ
Багато джерел називають Йонджуна «ІТ-боєм 4-го покоління кей-попу». Він з'являвся у списку репутації бренду чоловіків-знаменитостей Корейського інституту бізнес-досліджень, діаграмі, яка фіксує корейських знаменитостей із найбільшою кількістю онлайн-пошуків та охоплень. Він входив до топ-20 у листопаді 2020 року та до топ-30 у лютому та березні 2023 року.

## Інші діяльність
Йонджун з'являвся в різноманітних модних журналах, зокрема в Dazed Korea, GQ Korea, W Korea, Elle Korea і Paper Magazine. Також був на обкладинці спеціального випуску японського модного журналу SPUR у вересні 2022 року. 31 травня 2024 року Йонджун був оголошений глобальним амбасадором бренду Moncler.

## Благодійність
У травні 2024 року Йонджун пожертвував 50 мільйонів вон організації Hallyum Burn Foundation, яка надає допомогу пожежникам у виконанні їхніх обов'язків.

## Дискографія

### Мікстейпи
| Назва | Подробиці                                                                                                   | Пікові позиції у чартах | Продажі                   |
| Назва | Подробиці                                                                                                   | КОR                     | Продажі                   |
| ----- | --- | ----------------------- | ------------------------- |
| Ggum  | - Випущено: 29 жовтня 2024 - Лейбл: Big Hit Music - Формати: CD, цифрове завантаження, потокове передавання | 7                       | - Південна Корея: 139 500 |

### Сингли

#### Як головний виконавець
| Назва | Рік  | Пікові позиції у чартах | Пікові позиції у чартах | Пікові позиції у чартах | Пікові позиції у чартах | Пікові позиції у чартах | Пікові позиції у чартах | Продажі          | Альбом                |
| Назва | Рік  | КОR                     | JPN                     | JPN Hot                 | NZ Hot                  | VIE                     | US World                | Продажі          | Альбом                |
| --- | ---- | ----------------------- | ----------------------- | ----------------------- | ----------------------- | ----------------------- | ----------------------- | ---------------- | --------------------- |
| «PS5» (з Салем Іліз, Техьоном та Аланом Вокером)                                                                                      | 2022 | 170                     | —                       | —                       | 38                      | 61                      | —                       |                  | Неспонсорований вміст |
| «Ggum» | 2024 | 82                      | 10                      | 81                      | 38                      | *                       | 4                       | - Японія: 13 444 | Ggum                  |
| «—» позначає випуски, які не потрапили в чарти або не були випущені в цьому регіоні. «*» означає, що діаграми на той час не існувало. |      |                         |                         |                         |                         |                         |                         |                  |                       |

#### Як запрошений виконавець
| Назва                                    | Рік  | Пікові позиції у чартах | Альбом |
| Назва                                    | Рік  | КОР DL                  | Альбом |
| ---------------------------------------- | ---- | ----------------------- | ------ |
| «Touch» (ремікс) (Katseye feat. Yeonjun) | 2024 | Сингл без альбому       |        |

### Саундтреки
| Назва       | Рік  | Пікові позиції у чартах | Продажі                | Альбом                 |
| Назва       | Рік  | КОР DL                  | Продажі                | Альбом                 |
| ----------- | ---- | ----------------------- | ---------------------- | ---------------------- |
| «Boyfriend» | 2024 | 51                      | - Японія: 2015 (цифр.) | Cinderella at 2 AM OST |

### Інші пісні в чартах
| Назва                                     | Рік  | Пікові позиції у чартах | Альбом             |
| Назва                                     | Рік  | КОР DL                  | Альбом             |
| ----------------------------------------- | ---- | ----------------------- | ------------------ |
| «Blockbuster» (Enhypen featuring Yeonjun) | 2021 | 131                     | Dimension: Dilemma |

### Участь у написанні пісень
Усі дані взяті з бази даних Korea Music Copyright Association (KOMCA), якщо не вказано інше.
| Рік  | Назва                               | Виконавець          | Альбом                             | Композитор | Автор лірики |
| ---- | ----------------------------------- | ------------------- | ---------------------------------- | ---------- | ------------ |
| 2020 | «Fairy of Shampoo»                  | Tomorrow X Together | The Dream Chapter: Eternity        | Так        | Так          |
| 2020 | «Maze in the Mirror»                | Tomorrow X Together | The Dream Chapter: Eternity        | Так        | Так          |
| 2020 | «Wishlist»                          | Tomorrow X Together | Minisode1: Blue Hour               | Так        | Так          |
| 2020 | «Way Home»                          | Tomorrow X Together | Minisode1: Blue Hour               | Так        | Так          |
| 2021 | «What If I Had Been That Puma»      | Tomorrow X Together | The Chaos Chapter: Freeze          | Так        | Так          |
| 2021 | «No Rules»                          | Tomorrow X Together | The Chaos Chapter: Freeze          | Так        | Так          |
| 2021 | «Frost»                             | Tomorrow X Together | The Chaos Chapter: Freeze          | Так        | Так          |
| 2021 | «Loser=Lover»                       | Tomorrow X Together | The Chaos Chapter: Fight or Escape | Так        | Так          |
| 2021 | «MOA Diary»                         | Tomorrow X Together | The Chaos Chapter: Fight or Escape | Так        | Так          |
| 2021 | «Blockbuster»                       | Enhypen             | Dimension: Dilemma                 | Так        | Так          |
| 2021 | «Sweet Dreams»                      | Tomorrow X Together | Сингл без альбому                  | Так        | Так          |
| 2022 | «Good Boy Gone Bad»                 | Tomorrow X Together | Minisode 2: Thursday's Child       | Так        | Так          |
| 2022 | «Trust Fund Baby»                   | Tomorrow X Together | Minisode 2: Thursday's Child       | Так        | Так          |
| 2022 | «Lonely Boy»                        | Tomorrow X Together | Minisode 2: Thursday's Child       | Так        | Так          |
| 2022 | «Valley of Lies» (feat. Iann Dior)  | Tomorrow X Together | Сингли поза альбомом               | Так        | Так          |
| 2022 | «Ring» (君じゃない誰かの愛し方)     | Tomorrow X Together | Сингли поза альбомом               | Так        | Ні           |
| 2023 | «Happy Fools» (feat. Coi Leray)     | Tomorrow X Together | The Name Chapter: Temptation       | Так        | Так          |
| 2023 | «Tinnitus (Wanna Be a Rock)»        | Tomorrow X Together | The Name Chapter: Temptation       | Так        | Так          |
| 2023 | «Farewell, Neverland»               | Tomorrow X Together | The Name Chapter: Temptation       | Так        | Так          |
| 2023 | «Blue Spring»                       | Tomorrow X Together | The Name Chapter: Freefall         | Так        | Так          |
| 2023 | «Growing Pain»                      | Tomorrow X Together | The Name Chapter: Freefall         | Так        | Так          |
| 2023 | «Dreamer»                           | Tomorrow X Together | The Name Chapter: Freefall         | Так        | Так          |
| 2023 | «Deep Down»                         | Tomorrow X Together | The Name Chapter: Freefall         | Так        | Так          |
| 2023 | «Happily Ever After»                | Tomorrow X Together | The Name Chapter: Freefall         | Так        | Так          |
| 2024 | «I'll See You There Tomorrow»       | Tomorrow X Together | Minisode 3: Tomorrow               | Так        | Так          |
| 2024 | «Miracle»                           | Tomorrow X Together | Minisode 3: Tomorrow               | Так        | Так          |
| 2024 | «The Killa (I Belong to You)»       | Tomorrow X Together | Minisode 3: Tomorrow               | Так        | Так          |
| 2024 | «Open Always Wins»                  | Tomorrow X Together | Сингл без альбому                  | Так        | Так          |
| 2024 | «Ggum»                              | Yeonjun             | Ggum                               | Так        | Так          |
| 2024 | «Touch» (remix) (featuring Yeonjun) | Katseye             | SIS (Soft Is Strong)               | Так        | Так          |
| 2024 | «Heaven»                            | Tomorrow X Together | The Star Chapter: Sanctuary        | Так        | Так          |
| 2024 | «Danger»                            | Tomorrow X Together | The Star Chapter: Sanctuary        | Так        | Так          |

## Фільмографія

### Телесеріали
| Рік  | Назва   | Роль       | Нотатки       | Прим.  |
| ---- | ------- | ---------- | ------------- | ------ |
| 2021 | Live On | Кім Джін У | Камео (еп. 8) | [ 16 ] |

### Ведучий
| Рік       | Назва                            | Нотатки                                                      | Прим.         |
| --------- | -------------------------------- | ------------------------------------------------------------ | ------------- |
| 2019      | Inkigayo                         | з Мінґю (Seventeen), Шин Инсу                                | [ 52 ]        |
| 2019      | Inkigayo                         | з Лі Наин та Субіном                                         | [ 53 ] [ 54 ] |
| 2019      | M Countdown                      | з Ravi і Субіном                                             | [ 55 ]        |
| 2022–2024 | Inkigayo                         | з Но Чоний, Со Бомджуном та Пак Джіху, Унхаком (Boynextdoor) | [ 21 ] [ 56 ] |
| 2023      | SBS Gayo Daejeon                 | з Кі та Юджін (IVE)                                          | [ 57 ]        |
| 2024      | SBS Gayo Daejeon: Summer Edition | з Дойоном і Юджін (IVE)                                      | [ 24 ]        |
| 2024      | SBS Gayo Daejeon                 | з Дойоном і Юджін (IVE)                                      | [ 32 ]        |

## Нагороди та номінації
| Церемонія нагородження   | Рік  | Категорія                         | Номінант / робота | Результат    | Прим.  |
| ------------------------ | ---- | --------------------------------- | ----------------- | ------------ | ------ |
| Asian Pop Music Awards   | 2024 | Best Dance Performance (Overseas) | «Ggum»            | Номінація    | [ 59 ] |
| Hanteo Music Awards      | 2025 | Global Artist Award               | Йонджун           | В очікуванні | [ 60 ] |
| Korea First Brand Awards | 2025 | Best Male Solo Singer             | Йонджун           | Номінація    | [ 61 ] |